# Jarrett Lennon
Jarrett Lennon Kaufman (* 1. Februar 1982 in Los Angeles, Kalifornien) ist ein US-amerikanischer Schauspieler und Synchronsprecher.

## Leben
Jarrett Lennon Kaufman wurde als Sohn von Susie V. Kaufman geboren. Seine Mutter brachte ihn bereits im Alter von vier Jahren zu Castings, sodass er relativ schnell für mehrere Filmangebote und Werbespots in Betracht kam. Sein Spielfilmdebüt hatte er in dem Fernsehfilm Dennis – Der Quälgeist, welcher 1987 zum ersten Mal ausgestrahlt wurde. Als Kinderdarsteller hatte er weitere Rollen in Highway zur Hölle und Short Cuts. Parallel zu Schauspielerei synchronisierte er in einigen Zeichentrickserien wie Zwei dumme Hunde und Hey Arnold!.
Seit dem 21. Juli 2001 ist er mit Tabatha Ranae Kaufman, mit der er zwei gemeinsame Kinder hat, verheiratet.

## Filmografie (Auswahl)

### Film
- 1987: Dennis – Der Quälgeist (Dennis the Menace)
- 1988: Gar kein Sex mehr? (Casual Sex?)
- 1991: Highway zur Hölle (Highway to Hell)
- 1991: Twilight (Servants of Twilight)
- 1993: Short Cuts
- 1995: Die O.J. Simpson Story (The O.J. Simpson Story)
- 1995: Mein Super-Dad! (Just Like Dad)
- 1996: Amityville – Das Böse stirbt nie (Amityville Dollhouse)
- 1996: Great White Hype – Eine K.O.Mödie (The Great White Hype)
- 1999: Eine wie keine (She’s All That)
- 2001: It takes two – London, wir kommen! (Winning London)
- 2001: Nicht noch ein Teenie-Film! (Not Another Teen Movie)

### Serie
- 1989–1992: Cheers (drei Folgen)
- 1993: Zwei dumme Hunde (Two Stupid Dogs, drei Folgen)
- 1993: Die Dinos (eine Folge)
- 1996–1998: Hey Arnold! (drei Folgen)
- 1999: Ein Wink des Himmels (Promised Land, drei Folgen)
- 1999–2000: Voll daneben, voll im Leben (Freaks and Geeks, drei Folgen)
- 2001–2002: Meine Familie – Echt peinlich (Maybe It's Me, drei Folgen)
- 2004: Gilmore Girls (eine Folge)
- 2004: Keine Gnade für Dad (Grounded for Life, vier Folgen)